# NGC 820
NGC 820 é uma galáxia espiral (Sb) localizada na direcção da constelação de Aries. Possui uma declinação de +14° 20' 59" e uma ascensão recta de 2 horas, 8 minutos e 24,9 segundos.
A galáxia NGC 820 foi descoberta em 1828 por John Herschel.